# Saralasin
Saralasin ist ein medizinisches Präparat, das als Angiotensin II-Rezeptor-Antagonist fungiert. Es ist ein Peptid, das strukturelle Ähnlichkeiten mit Angiotensin II aufweist, jedoch antagonistische Eigenschaften hat. Es enthält wie Angiotensin Sarkosin-1 und Alanin-8  – daher der Name (Sarkosin, Alanin, Angiotensin). Der Wirkstoff spielt im Bereich der Hypertonie und der Aldosteronsekretion eine Rolle. In der Medizin wurde Saralasin hauptsächlich in Forschung und Entwicklung eingesetzt, insbesondere in Studien zur Untersuchung des Renin-Angiotensin-Systems, das eine wesentliche Rolle bei der Blutdruckregulation spielt.
Saralasin bindet an Angiotensin II-Rezeptoren, verhindert jedoch die üblichen Wirkungen von Angiotensin II, wie Vasokonstriktion (Verengung der Blutgefäße) und Stimulierung der Aldosteronsekretion. Es wurde in den frühen Stadien der Entwicklung von Bluthochdruckmedikamenten verwendet, vor allem als Forschungsinstrument zur Beurteilung des Renin-Status und der Renin-Aktivität bei Hypertoniepatienten.
Aufgrund seiner Peptidnatur und der Notwendigkeit der intravenösen Verabreichung ist Saralasin für die klinische Anwendung weniger praktikabel. Es wurde weitgehend durch nicht-peptidische, oral verfügbare AT1-Antagonisten ersetzt, die heute zur Behandlung von Hypertonie und anderen kardiovaskulären Erkrankungen eingesetzt werden. Diese neueren Medikamente bieten ähnliche therapeutische Wirkungen, sind jedoch patientenfreundlicher in der Anwendung.